# Gomphandra apoensis
Gomphandra apoensis là một loài thực vật có hoa trong họ Stemonuraceae. Loài này được (Elmer) Merr. mô tả khoa học đầu tiên năm 1923.